# His New Profession
His New Profession (també titulada “Good For Nothing”) és una pel·lícula muda de la Keystone dirigida i protagonitzada per Charles Chaplin. La pel·lícula, d’una bobina, fou filmada a Venice (Los Angeles) i a Ocean Park de Santa Monica a Califòrnia i es va estrenar el 31 d’agost de 1914.

## Argument
Charlot accepta la feina de cuidar un home que va en cadira de rodes per la gota per a que el seu nebot pugui festejar amb una amiga en el passeig d’un port. El nebot diu que ja li pagarà després cosa que desil·lusiona Charlie que té ganes de prendre alguna cosa. Charlie posa la cadira al costat d’un pidolaire a qui sostreu la tassa per a les monedes i el cartell de “invàlid”. La jugada té èxit i Charlie pot anar al bar deixant l’oncle abandonat. En tornar coqueteja amb la xicota del nebot i després de barallar-se amb l’oncle, el pidolaire i dos policies marxa amb la noia mentre que l’oncle acaba detingut.

## Repartiment
- Charles Chaplin (conserge)
- Fritz Schade (oncle invàlid)
- Charley Chase (el nebot)
- Gene Marsh (xicota del nebot)
- Harry McCoy (policia)
- William Hauber (policia)
- Roscoe Arbuckle (cambrer)
- Charles Murray (client al bar)
- Glen Cavender (client al bar)
- Cecile Arnold (noi dels ous)
- Vivian Edwards (infermera)